# Entrata della grotta nel giardino di villa Medici a Roma
Entrata nella grotta nel giardino di Villa Medici a Roma è un dipinto a olio su tela (48x42 cm) realizzato nel 1650 circa dal pittore Diego Velázquez. È conservato nel Museo del Prado.